# Stormyrtjärnen (Vilhelmina socken, Lappland, 719708-150110)
Stormyrtjärnen är en sjö i Vilhelmina kommun i Lappland och ingår i Ångermanälvens huvudavrinningsområde.